# Kasimirkirche (Krakau-Altstadt)

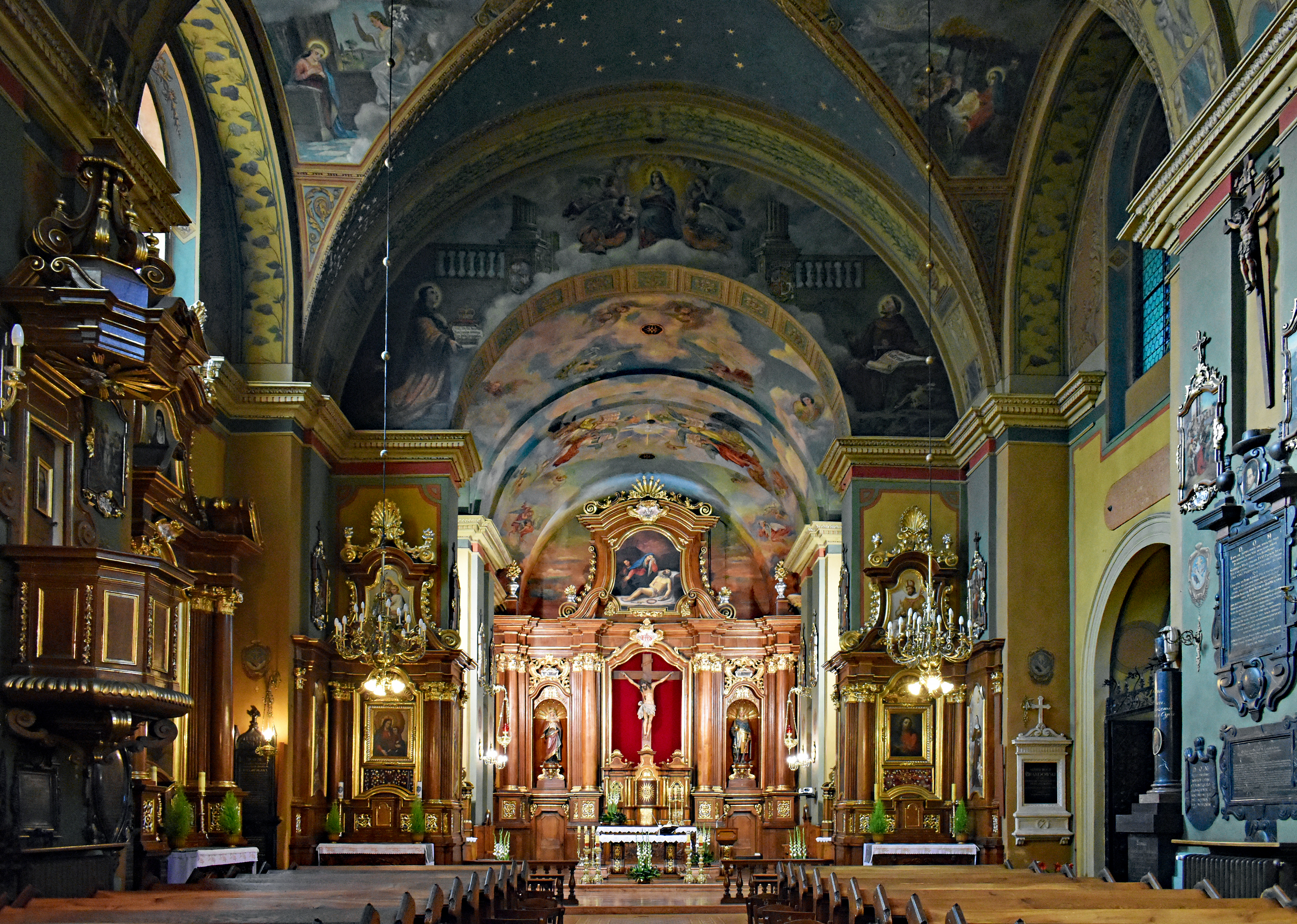
Innenraum

Die Prinz-Kasimir-Kirche (polnisch Kościół św. Kazimierza Królewicza) oder auch Reformfranziskanerkirche (poln. Kościół Reformatów) in Krakau ist eine katholische Kirche an der ul. Reformacka 4, im nördlichen Teil der Krakauer Altstadt. Sie befand sich unmittelbar an der Stadtmauer, bevor diese abgetragen wurde.

## Geschichte
Der Orden der Minderen Brüder (Reformfranziskaner) kam 1622 nach Krakau und siedelte sich zunächst in dem Stadtteil Piasek vor der Stadtmauer an. 1625 wurde mit dem Bau der Kirche im Stil des Frühbarocks  begonnen und die Kirche wurde 1640 eingeweiht. Stifterin war Zuzanna Amendówna, die dem Orden 1644 testamentarisch auch ihr ganzes Vermögen vermachte. Die Kirche brannte jedoch bereits während der Schwedischen Sintflut Mitte des 17. Jahrhunderts ab. Bereits 1658 wurde den Reformfranziskanern von Stanisław Warszycki Bauland innerhalb der Stadtmauern zur Verfügung gestellt und diese bauten die heutige Kirche von 1666 bis 1672 im Stil des reifen Barocks. 1672 wurde auch in der Krypta der Kirche die Gruft angelegt, in der mittlerweile mehr als Tausend Verstorbene, Mönche wie auch weltliche Personen, bestattet wurden. Einige Särge sind verglast.